# Ulli Mair
Ulli Mair (* 11. September 1974 in Bozen) ist eine italienische Politikerin der Partei „Die Freiheitlichen“ aus Südtirol.

## Leben
Mair studierte an der Universität Innsbruck Politikwissenschaft, Zeitgeschichte und Medienkunde, erlangte jedoch keinen Abschluss. 2001 wurde sie Generalsekretärin der „Freiheitlichen“, nachdem sie bereits seit 1999 im Parteivorstand tätig gewesen war. Bei den Landtagswahlen 2003 konnte sie erstmals in den Südtiroler Landtag und damit gleichzeitig den Regionalrat Trentino-Südtirol einziehen. Bei den Landtagswahlen 2008 wurde Mair mit 27.500 Vorzugsstimmen erneut gewählt. Gleiches gelang ihr bei den Landtagswahlen 2013 mit 31.171 Vorzugsstimmen. Von 2012 bis 2014 war Mair Obfrau der Freiheitlichen. Im Rahmen der Landtagswahlen 2018 konnte sie mit 9.030 Vorzugsstimmen ein viertes Mal ein Mandat erringen, bei den Landtagswahlen 2023 mit 7883 Vorzugsstimmen ein fünftes Mal. Am 1. Februar 2024 wurde sie in die neue Südtiroler Landesregierung gewählt; im Kabinett Kompatscher III übernahm sie die Ressorts Wohnen, Sicherheit und Gewaltprävention.